# Ca Balcebre
Ca Balcebre és una obra del municipi de la Fatarella (Terra Alta) inclosa en l'Inventari del Patrimoni Arquitectònic de Catalunya.

## Descripció
Es tracta d'un edifici de caràcter senyorial, del segle xvi o XVII, on l'estructura gòtica dona pas a petits detalls clàssics com poden ser la cornisa motllurada de la façana principal.
Construcció de planta rectangular amb dues façanes lliures (la principal la més important del conjunt), de dues plantes i golfa. La primera planta presenta una porta de mig punt de grans dovelles, la segona està separada de l'anterior per una cornisa, i és la planta noble, amb dues finestres allindanades.
A les golfes trobem una galeria correguda de petites finestres de mig punt. El ràfec és de lloses de pedra i la coberta de teula àrab. Tota la façana principal és realitzada amb carreus.

## Història
Respon a una tipologia de casal senyorial que es troba també a altres llocs de la Terra Alta, com a Horta (Casa dels Delmes), Vilalba (Casa Damià Oriol), Bot (Casa Paladella), etc.